# ジャン・フルネ
ジャン・フルネ（Jean Fournet, 1913年4月14日 - 2008年11月3日）は、フランスの指揮者。明快な造形と繊細・高雅な感覚を兼ね備えたラテン系指揮者として知られる。

## 人物・来歴
1913年、ルーアン生まれ。パリ音楽院で指揮およびフルートをフィリップ・ゴベールに師事し、首席で卒業する。
1936年、ルーアンで指揮者デビューする。直前に病気で倒れた指揮者の父の代役として舞台に立った。マルセイユ歌劇場の第2指揮者を経て、1944年にフランス国立放送管弦楽団常任指揮者およびパリ・オペラ＝コミック座音楽監督。1945年からエコール・ノルマル音楽院で指揮法を講じ、ジャン＝クロード・アルトマンやジャック・ウトマンらの後進を育てた。
1958年、ドビュッシーのオペラ『ペレアスとメリザンド』の日本初演のため初来日する。このとき指揮を依頼されたのはデジレ＝エミール・アンゲルブレシュトであったが、アンゲルブレシュトは当時78歳で高齢を理由に断り、代わりにフルネを指名したという。以後フルネは頻繁に来日する。
1961年、オランダ放送フィルハーモニー管弦楽団常任指揮者に就任する。のち終身指揮者となった。
1968年から1973年まで、ロッテルダム・フィルハーモニー管弦楽団音楽監督を務める。その後アメリカでメトロポリタン歌劇場、シカゴ・リリック・オペラ、サンフランシスコ歌劇場などのオペラ界で活動する。
2005年12月21日、東京都交響楽団の定期演奏会を最後に引退した（92歳）。
2008年11月3日、オランダで死去。95歳没。

## 日本での活動
日本では、日本フィルハーモニー交響楽団、群馬交響楽団、NHK交響楽団、東京都交響楽団、札幌交響楽団など数多くのオーケストラを指揮しており、東京都交響楽団の定期招聘指揮者や名誉指揮者を務め上げた。その他、チェコ・フィルハーモニー管弦楽団などと来日公演を果たしている。引退までの30年間は、ほぼ毎年来日を果たしてタクトを取った。共演者にも日本人演奏家を積極的に起用し、東京都交響楽団を率いて海外ツアーを敢行し、引退の場に日本を指名するなど日本の音楽界全般に多大なる貢献をした。引退の場を日本と表明した際には、世界中から驚きの声が上がったという。最後のプログラムは、ベルリオーズの序曲『ローマの謝肉祭』、モーツァルトのピアノ協奏曲第24番（ピアノは伊藤恵）、ブラームスの交響曲第2番であった。
引退後は若手指導に尽力しており、機会を見ては若手を楽団に推挙していた。

## 芸風
ベルリオーズ、フォーレ、デュカスなどフランス音楽を得意とするが、モーツァルト、ベートーヴェン、ブラームスなどドイツ古典派からロマン派音楽についても格調高い表現で評価が高い。
明るく牧歌的、しかも透明という独特の音色を最大の持ち味する。総じて早めのテンポからスッキリとした上品な味わいを醸し、肉体的な衰えのある晩年は隅々まで清潔に歌いきった。カール・シューリヒトをして「最もドイツ的なフランス指揮者」と言わしめ、その言葉に本人も大変感激したという。

## 人柄
温厚な表情と人柄の反面にリハーサルはかなり厳しかったといわれる。たった1つのパッセージで2日間も練習させることもあった。何度演奏しても「No good」としかいわず、寡黙で厳しいものだったらしい。
最初の妻と死別後に再婚した2番目の妻は、オランダ放送フィルのイングリッシュホルン奏者だったアメリカ生まれのミリアム・ジェイクスで、東京都交響楽団としばしば協奏曲の独奏者として共演した他、オーケストラに加わっての演奏も聴かれた。